# Order Osmana
Order Osmana (tur. Osmaniye Nişanı) – drugie odznaczenie Imperium Osmańskiego, ustanowione przez sułtana tureckiego Abdülaziza, nadawane w latach 1862–1923.
Dzielił się na cztery klasy:
- I klasa (wielka wstęga), limitowana do 50 osób,
- II klasa (komandor klasy I), maksymalnie 200 odznaczonych,
- III klasa (komandor klasy II), najwyżej 1 tys. osób,
- IV klasa (kawaler), maksymalnie 2 tys. osób.

Ograniczenia w liczbie nadań dotyczyły wyłącznie obywateli Turcji.
W latach 1915–1918 nadawano również wersję orderu z mieczami (szablami), jako wyróżnienie za osiągnięcia w operacjach wojskowych.
W niektórych przypadkach I klasa mogła być dodatkowo zdobiona brylantami lub diamentami.